# Here and Now
Here and Now – singel zespołu Client promujący album Client wydany w grudniu 2003.

## WydaniaToast Hawaii
- 12 Toast Hawaii 004 wydany w grudniu 2003
  1. Here and Now (Cicada Mix)
  2. Here and Now (Cicada Vocal Mix)
  3. Here and Now (Moonbootica Mix)
  4. Here and Now (Extended Mix)

- CD Toast Hawaii 004 wydany w grudniu 2003
  1. Here and Now (Radio Edit)¹
  2. Military Sex
  3. Can't See Me Now
  4. Here and Now (Cicada Mix)
  5. Here and Now (Moonbootica Mix)

¹ - przy współudziale Scotta Fairbrothera
- CD Toast Hawaii 004 reedycja w marcu 2004
  1. Here and Now (Cicada Mix)
  2. Here and Now (Cicada Vocal Mix)
  3. Here and Now (Moonbootica Mix)
  4. Here and Now (Extended Mix)